# Binnendieze
Binnendieze – potoczna nazwa wszystkich rzek i kanałów znajdujących się wewnątrz murów miejskich 's-Hertogenbosch w Holandii, stanowiąca atrakcję turystyczną tego miasta. W pobliżu północno-zachodniego krańca murów miejskich, zbieg Binnendieze z rzekami Aa i Dommel tworzy krótką rzekę Dieze, która jest dopływem Mozy.

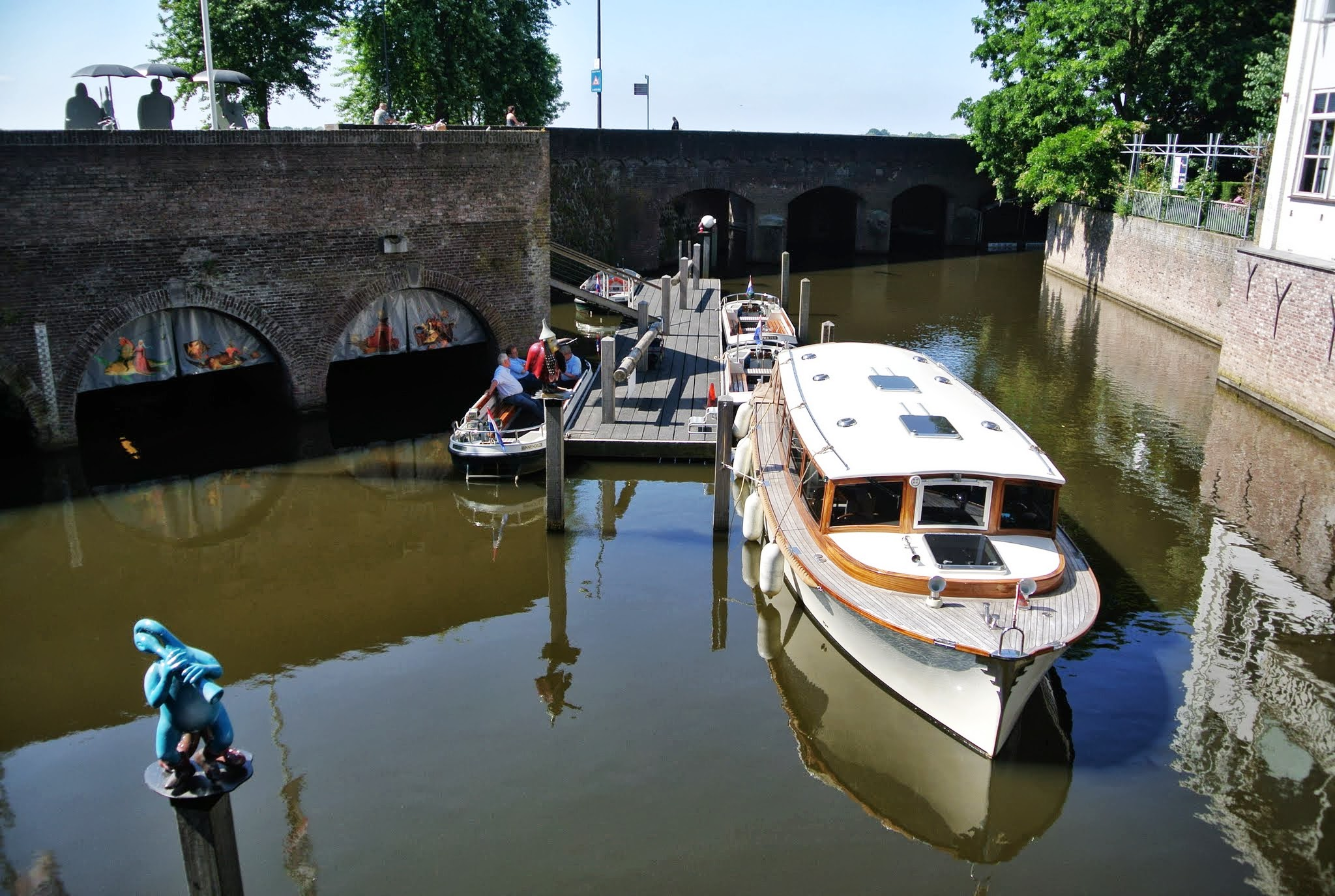
Centrum 's-Hertogenbosch

W 1185 Henryk I Brabancki zaczął budowę twierdzy w strategicznym punkcie, u zbiegu rzek Dommel i Aa. Był to teren pokrytych lasem wydm z jeziorem pośrodku. Uregulowanie rzek było konieczne, by zapobiec wylewom i powodziom. Z braku miejsca, wąskie kanały (łącznie 22 kilometry) odprowadzające wodę poprowadzono wewnątrz murów miejskich, także pod budynkami mieszkalnymi. Woda odprowadzana była na bagna. System ten chronił miasto przed napaściami. Jedynie w 1629 Fryderyk Henryk Orański rozkazał przekopać przez bagna około 40 kilometrów rowów i wypompować z nich wodę, co pozbawiło załogę ochrony i miasto musiało się poddać.
'S-Hertogenbosch zostało założone jako małe miasto otoczone murami, w wielkości zbliżonej do kwartału obecnego rynku i kilku otaczających go ulic. Później zostało otoczone kolejnym murem, tym razem otaczającym obszar obecnego centrum miasta. Rzeki w obrębie murów miejskich nosiły nazwę Binnendieze. Służyły one do zaopatrzenia w wodę, jako miejsce do mycia i połowów ryb, ale także jako ściek i wysypisko odpadów. Jeszcze w latach 60. XX wieku rzeka była kanałem otwartym, a miasto narażone było na plagę szczurów, co wpłynęło na decyzję o zasypaniu systemu (1969). Dzięki budowie kanalizacji rzeka powoli znikała poprzez zabudowę i skanalizowanie. Całkowitemu pokryciu rzeki zabudową zapobiegnięto w 1972, ogłaszając Binnendieze chronionym obszarem miejskim. Ciąg kanałów pod miastem został częściowo zrewitalizowany w latach 1973-1989 i jest obecnie jedną z najważniejszych atrakcji historycznych w 's-Hertogenbosch. Można po nich pływać (także z przewodnikami) od kwietnia do października. Z 22 kilometrów pozostało jednak tylko 3630 metrów. W 1999 po Binnendieze przepłynęli królowa holenderska Beatrycze i król Belgii, Albert II Koburg.
Większy kanał (De Groote Stroom), to ujęte dawne koryto rzeki Dommel. Otacza stare miasto od wschodu i północy, a przerzucono ponad nim dziesięć mostów. De Vughtestroom to mniejszy kanał, który odcina zachodnią część starówki. Również nad nim przerzuconych jest wiele mostów i stoją nad nim budynki.

## Galeria

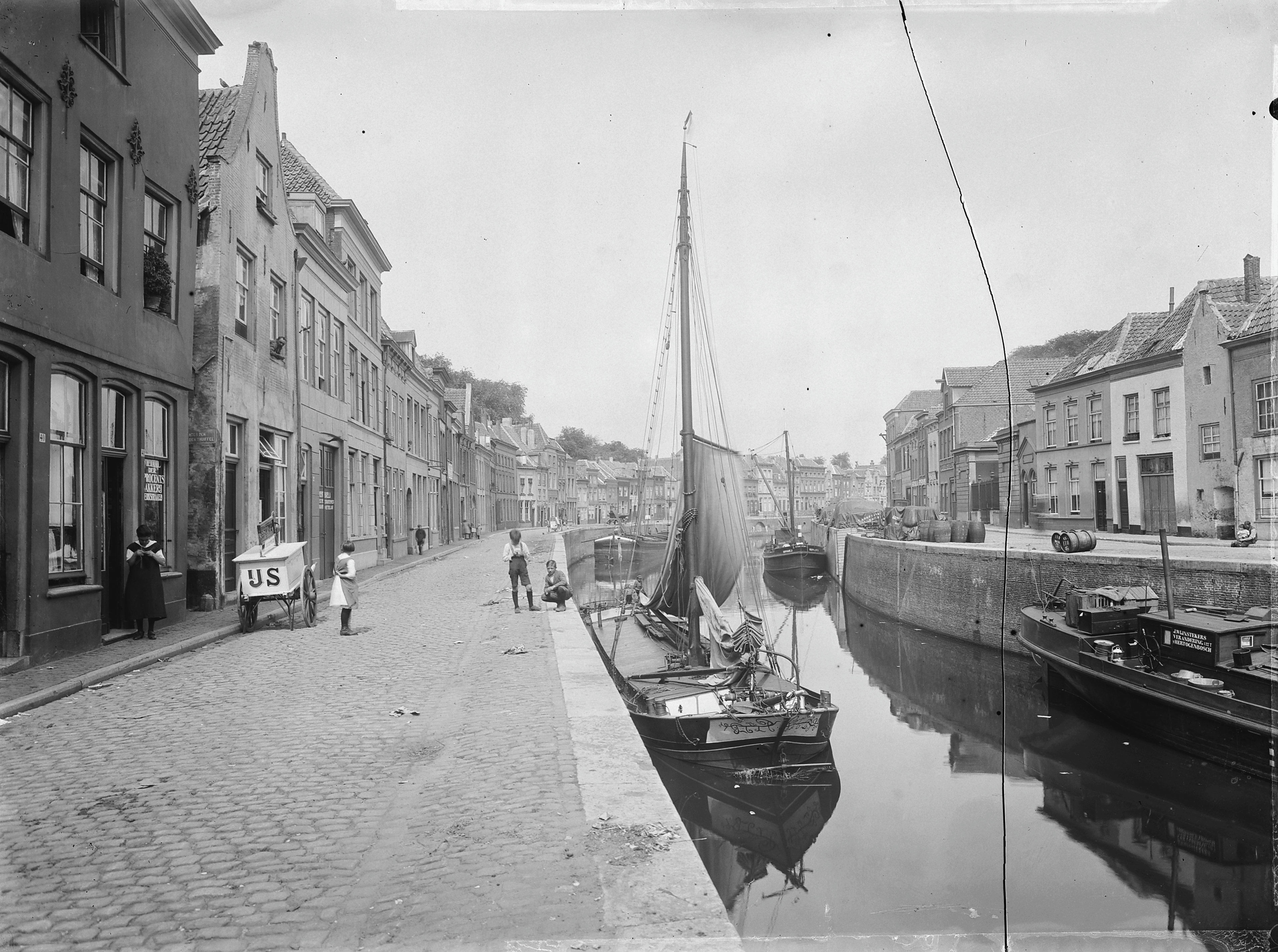
Jeden z kanałów w 1926
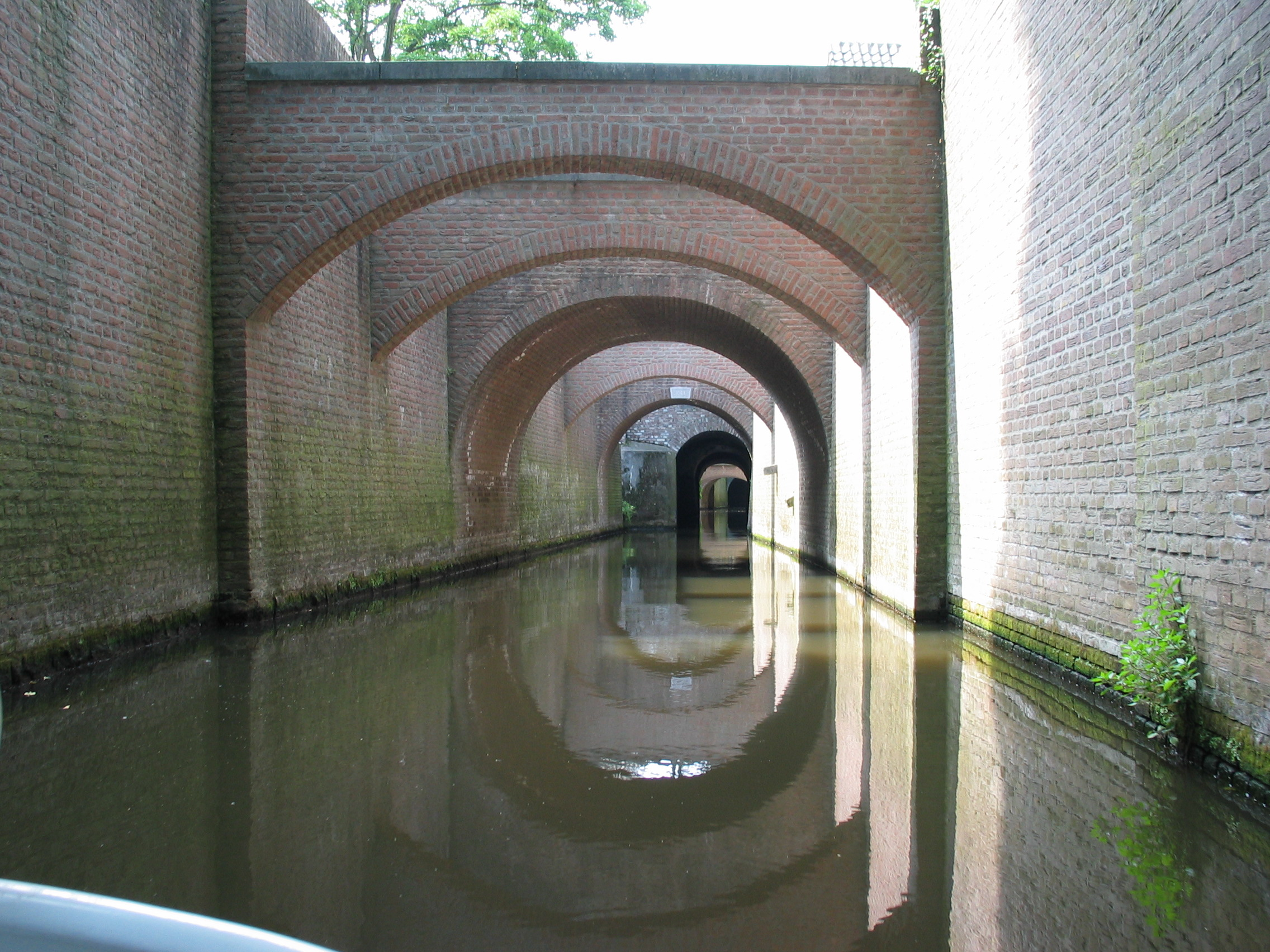
Verwerstroom
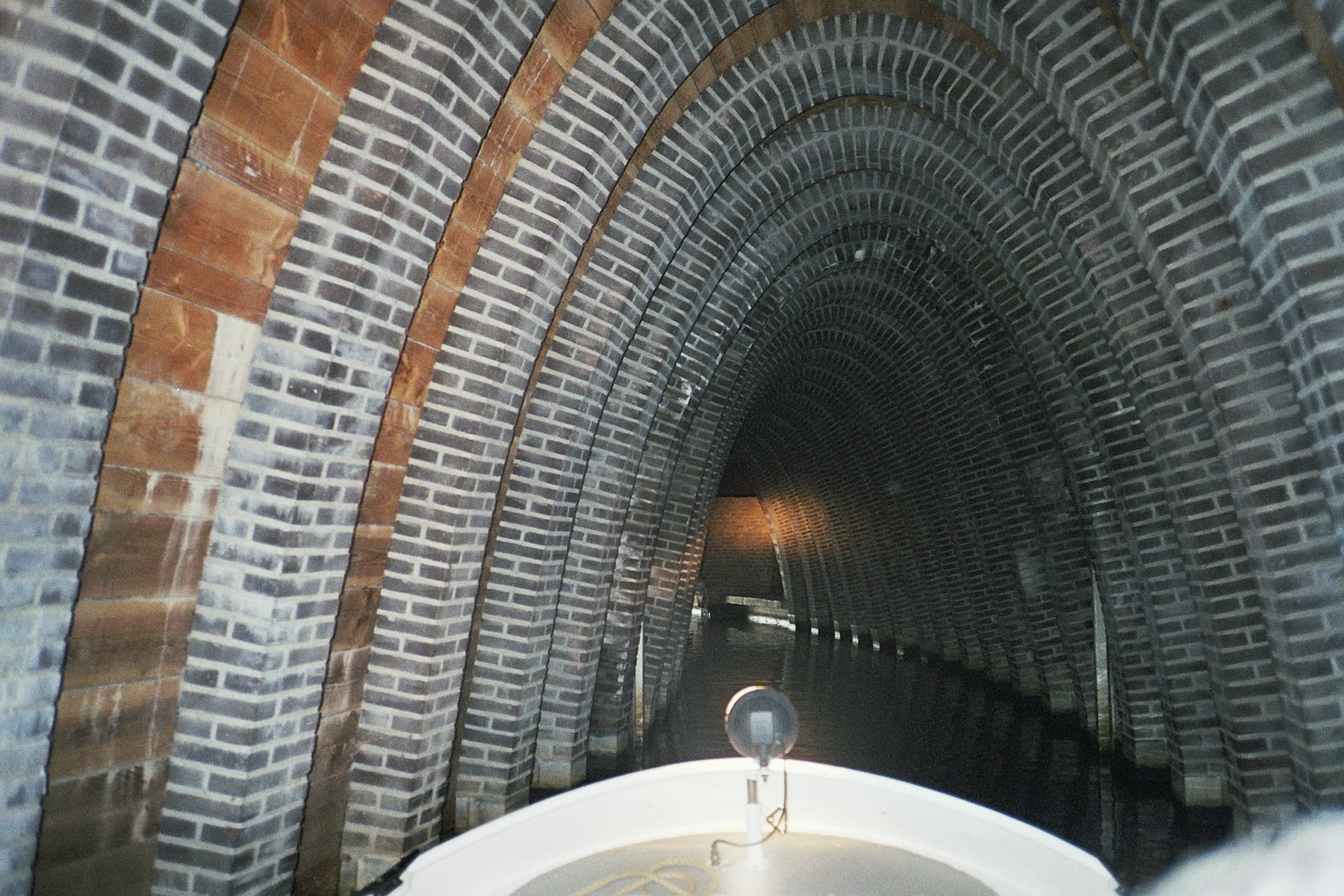
Jeden z odcinków pod budynkami